# Новый исторический вестник
Новый исторический вестник (англ. The New Historical Bulletin) — российский научный журнал Российского государственного гуманитарного университета. Издается с 2000 года (с 2009 года — ежеквартально). Распространяется по подписке. Главные редакторы: С. С. Ипполитов (с 2016) и С. В. Карпенко (с 2000).

## История
Журнал основан выпускниками Историко-архивного института РГГУ С. С. Ипполитовым (издатель; с 2016 года — главный редактор) и С. В. Карпенко (главный редактор с 2000 года). Номера готовятся к изданию в Историко-архивном институте РГГУ.
Журнал специализируется на публикации научных статей и научно-популярных очерков по истории России средних веков, нового и новейшего времени, написанных на основе ранее неизвестных архивных документов. Он представлен в ведущих библиотеках Российской Федерации и зарубежных стран. Выпускает журнал «Издательство Ипполитова».
С 2003 г. входит в Перечень ВАК.
В 2006 г. включен в библиографическую базу Российский индекс научного цитирования (РИНЦ).
В 2012 г. включен в международную библиографическую базу Scopus.
В 2014 г. включен в Open Academic Journals Index (OAJI)
С 2014 г. открытый доступ к публикациям (Open Access) обеспечивается OAJI и КиберЛенинкой.
В 2015 г. включен в базу данных Russian Science Citation Index на платформе Web of Science.
В 2017 г. включен в реферативную базу данных European Reference Index for the Humanities and the Social Sciences (ERIH PLUS).

## Редакционная коллегия
Главные редакторы: С. С. Ипполитов и С. В. Карпенко.
Состав редакционной коллегии журнала — на сайте «Нового исторического вестника».

## Критика со стороны Диссернета и возражения на нее
По данным проверки «Диссернета» (2017—2018 годов) в журнале были выявлены «признаки некорректной редакционной политики»:
- «Неоднократное тиражирование множественных публикаций». Речь шла о трех статьях, выпущенных журналом в 2016 году — С. В. Смирнова, Л. А. Можаевой и С. С. Ипполитова. Согласно «Диссернету» данные публикации были в значительной мере скопированы их авторами из собственных публикаций, вышедших в других научных журналах. В частности, из 13 страниц статьи Л. А. Можаевой, вышедшей в «Новом историческом вестнике» (№ 2(48) за 2016 год) около 8 страниц были «некорректно заимствованы» из текста другой статьи Л. А. Можаевой, опубликованной в «Вестнике РГГУ. Серия „Международные отношения. Регионоведение“» (2015, № 13(156);
- «Неоднократная публикация статей с загадочным авторством» («с авторством, вызывающим вопросы»). В качестве таковых «Диссернет» назвал три статьи, вышедшие в «Новом историческом вестнике» в 2013—2014 годах. Первой была статья 2014 года А. А. Черкасова и Е. Ф. Кринко, которая содержит заимствования из коллективной А. А. Черкасова и Е. Ф. Кринко и А. Т. Урушадзе, изданной в 2012 году. Второй была статья И. Зимина 2014 года, частично заимствованная из монографии И. Зимина, Л. Ореховой и Р. Мусаевой 2013 года. Третьей стала статья С. С. Ипполитова и В. В. Минаева 2014 года. Согласно «Диссернету» эта статья частично скопирована из статьи В. В. Минаева 2001 года, вышедшей в «Новом историческом вестнике»;
- «Используется общедоступный бесплатный домен для размещения основного сайта/e-mail адреса журнала».

Главный редактор «Нового исторического вестника» Сергей Карпенко отверг критику «Диссернета» по пунктам:
- Две из трех публикаций, которые «Диссернет» отметил как неоднократно тиражируемые множественные (С. В. Смирнова и Л. А. Можаевой) были сначала опубликованы в «Новом историческом вестнике», а только потом вышли в иных научных журналах. В частности, статья Л. А. Можаевой была опубликована в «Новом историческом вестнике» в начале 2016 года. А номер 13(156) «Вестника РГГУ. Серия „Международные отношения. Регионоведение“» (со статьей Можаевой, откуда, по версии «Диссернета» был скопирован частично текст статьи Можаевой в «Новый исторический вестник») фактически вышел летом 2016 года. Третья публикация (С. С. Ипполитова) поступила в «Новый исторический вестник» в начале июня 2016 года и была включена в сентябре 2016 года. Ранее статья Ипполитова была опубликована в журнале «Родина» (август 2016 года). При этом статья Ипполитова в «Новом историческом вестнике» более, чем в два раза по объему превысила статью С. С. Ипполитова в «Родине» за счет включения в текст и анализа архивных документов РГАДА;
- Касательно неоднократной публикации статей «с загадочным авторством» (копирование авторами статей страниц из коллективных монографий) Карпенко отметил, что «Диссернет» не приводит никаких данных о том, что авторы, которые указаны в «Новом историческом вестнике», ранее не писали те разделы коллективных монографий, которые были потом ими скопированы в статьи в «Новый исторический вестник». Что касается статьи С. С. Ипполитова и В. В. Минаева 2013 года, то она стала соединением статьи Ипполитова 2000 года и статьи Минаева 2001 года;
- Карпенко указал, что сайт «Нового исторического вестника» размещен на платном домене «первого уровня».